# Cycling for fun
Cycling For fun (CFF) er et af de få cykling managerspil, som findes på internettet. Spillet blev officielt startet i november 2005 af spanieren Miguel Vidal.
Cycling For Fun har hele 118 løb på en sæson, hvilket inkluderer løb og etapeløb, som Tour de France, Giro d'Italia, Vuelta España, Flandern Rundt og Paris-Roubaix.

## Landshold
Cycling For Fun har også landshold.
Tilbage i 2005, hvor spillet for første gang var åbent hentede Danmark flere medaljer. Bedste resultater blev hentet af SCycling, Kronk, Scoredrengene og Magnumeimz. Spillet lukkede dog ned, men blev igen åbnet i 2011. 
Landsholdet:
Alle ryttere kan udtages.
Placeringer:

Sæson 5 (2012) – #13 (TeamBoogieWoogie)

Sæson 6 (2012) – #14 (TeamSolex)

Sæson 7 (2012) – #17 (Capernaum)

Sæson 8 (2012) - #13 (TeamTimidus)

Sæson 9 (2012) - #8 (TeamSolex)	1210 Point

Sæson 10 (2013) - # (TeamBoggieWoogie)	
U23-landsholdet:
Ryttere under 23 år kan udtages. Dvs. 19-22 årige.
Placeringer:

Sæson 5 (2012) – #18 (TeamUistot)

Sæson 6 (2012) – #11 (Capernaum)

Sæson 7 (2012) – #6 (DanishCyclingWarriors)

Sæson 8 (2012) - #5 (TeamBoogieWoogie)

Sæson 9 (2012) - #5 (TeamBoogieWoogie)	1765 Point

Sæson 10 (2013) - #1 (TeamSolex) 
U21-landsholdet:
Ryttere under 21 kan udtages. Dvs. 19-20 årige.
Placeringer:

Sæson 5 (2012) – #9 (TeamSolex)

Sæson 6 (2012) – #3 (TeamBoogieWoogie)

Sæson 7 (2012) – #6 (TeamSolex)

Sæson 8 (2012) - #3 (DanishCyclingWarriors)

Sæson 9 (2012) - #6 (TeamTimidus) 1610 Point

Sæson 10 (2013) - #4 (TeamTimdus 2215 Points

## Begyndelsen på CFF i 2005
CFF startede ud med 15 lande tilbage i 2005.
De 15 lande som var med fra start:
- Australien
- Belgien
- Colombia
- Danmark
- England
- Frankrig
- Holland
- Italien
- Portugal
- Rusland
- Schweiz
- Spanien
- Tyskland
- Ukraine
- USA

I sæson 2 kom disse lande med:
- Ungarn
- Norge

Senere er følgende lande kommet med:
- Letland
- Estland

Så alt i alt er spillet nu oppe på 19 lande.

## Kendte danske CFF ryttere
2005-2007

- Niels Filistorssen
- Brand Andreasen
- Kurt Johansen
- Steffan Rasmussen
- Kurt Paludan
- Gauk Mikkelsen
- Nils Pringle

2011-
- Mathias Söderström
- Johny Johansen
- Max Nordby
- Magnus Lamp (Første rytter i spillet med "guld" ikon)

## Individuelle resultater, landsholdsløb[1]
2011-

Individuelle resultater, landsholdsløb:

1. Mathias Söderström, NT S4L4

3. Johny Johansen, NT S4L7

1. Mathias Söderström, NT S5L4

1. Mathias Söderström, NT S6L4

1. Mathias Söderström, NT S7L4

1. Mathias Söderström, NT S8L5

1. Mathias Söderström, NT S9L4

U23 resultater:

1. Magnus Lamp, S7L8 HCHCH

2. Jens-Jacob Kragh, S7L8 PPPPS

2. Theis Støvring, S8L5 PPPPS

1. Ralf Bengtson, S9L7 CCCCC

1. Lukas Klitgaard, S9L8, HHHHS

3. Artur Hummelshøj, S9L9, PCCCC

U21 resultater

2. Aleksander Sinkbæk, S5L3

2. Jeppe Eisenhardt, S5L9

2. Theis Støvring, S6L4 PPPPS

2. Arthur Hummelshøj, S7L8 CCCCC

3. Carl Tang, S7L9 HHMHH

1. Georg Jeppesen, S7L10 PPPPS

3. Eddie Grøn, S7L10 PPPPS

2. Julian Saday, S8L2 HHHHH

1. Artur Bendtsen, S8L5 Timetrial plain

2. Christopher Madsen, S8L6 CCCCC

Samlet stilling – Verdensranglisten

2. Jens-Jacob Kragh, U21 sæson 7

3. Mathias Söderström, NT sæson 4
 Der er for få eller ingen kildehenvisninger i denne artikel, hvilket er et problem. Du kan hjælpe ved at angive troværdige kilder til de påstande, som fremføres i artiklen.